# Crljenac
Crljenac (cyr. Црљенац) – wieś w Serbii, w okręgu braniczewskim, w gminie Malo Crniće. W 2011 roku liczyła 838 mieszkańców.